# X-Men: Evolution
 For alternative betydninger, se X-Men (flertydig). (Se også artikler, som begynder med X-Men)
X-Men: Evolution var en animeret tv-serie, der blev vist på Cartoon Network. Serien er lavet over Marvel Comicss tegneserie X-Men.

## Figurer
- Cyclops (Scott): En af dem på Xavier-instituttet og har et forhold til Jean Grey, og det er ofte ham der holder styr på de andre og redder dem ud af kniber. Har briller på fordi at ellers kommer der laserstråler ud af hans øjne.
- Jean Grey: En af dem på Xavier-instituttet og har et forhold til Scott. Hendes evner er at kunne læse andre folks tanker bruge telekinese og lave et uigennemtrængeligt skjold samt kan hun kontrollere alle ting med sine telepatiske evner
- Spyke (Evan Daniels): En af dem på Xavier-instituttet og han tante storm bor også på instituttet. Han skater tit på skaterbanen. Han har evnen til at skyde pigge ud af hans hud.
- Wolverine (Logan): En af dem på Xavier-instituttet og kører ofte rundt på motorcykel. Hans evne er at han kan hæve skarpe klør ud af hans hånd. Han har et adamantium-skelet.
- Storm (Ororo): En af dem på Xavier-instituttet og er tante til Evan (Spyke). Har evnen til at styre vejret.
- Rogue: En af dem på Xavier-instituttet. Går med handsker fordi hun har evnen til at blive de mennesker hun røre ved. hun får deres tanker, evner og følelser i en kortere periode, og dem hun rører bliver efterladt besvimede.
- Shadowcat (Kitty): En af dem på Xavier-instituttet. Kommer tit op og skændes med Nightcrawler. Hun har evnen til at gå igennem objekter.
- Nightcrawler (Curt): En af dem på Xavier-instituttet. Er blå og har tre fingre men professor Xaviar gav ham et bælte så han kan skifte udsende til at normalt menneske. Blev efterladt som hittebarn på et dørtrin. Kommer tit op og skændes med Kitty. Han har evnen til at transporter sig med tankens kraft og er meget adræt.
- Professor Xavier: Lederen af instituttet. Hjælper med at opspore mutanter og få dem med på holdet. Sidder i kørestol. Har evnen til at læse og slette folks tanker og styre dem.
- Magneto: Lederen af det onde og vil bruge mutanterne til at forvandle alle andre til mutanter da mutanter er upopulære.
- Beast: Arbejder på Xavier-instituttet. Er blevet forvandlet til et behåret blåt monster.

## Danske stemmer
- Wolverine – Christian Damsgaard
- Jean - Cecilie Stenspil
- Nightcrawler – Mathias Klenske
- Shadowcat - Sara Poulsen